# 반점아프리카폐어
반점아프리카폐어 또는 프로톱테루스 돌로이(Protopterus dolloi)는 아프리카폐어과에 속하는 폐어류의 일종이다. 중앙아프리카의 콩고 쿠일루 강과 오고우에 강 분지에서 발견된다. 몸길이 1.3m까지 자란다.